# 1982–1983-as nyugatnémet labdarúgó-bajnokság (első osztály)
Az 1982–1983-as német labdarúgó-bajnokság első osztályának – avagy hivatalos nevén: Fußball-Bundesliga – küzdelmei 20. alkalommal kerültek kiírásra. A szezon 1982. augusztus 17-én kezdődött. Az utolsó mérkőzéseket 1983. június 6-án rendezték. A címvédő a Hamburger SV volt és a bajnokok is ők lettek.

## Tabella
| #   | Csapat            | M  | GY | D  | V  | G+ – G– | GK  | P  | Megjegyzések             |
| --- | ----------------- | -- | -- | -- | -- | ------- | --- | -- | ------------------------ |
| 1.  | Hamburg (B)       | 34 | 20 | 12 | 2  | 79–33   | +46 | 52 | 1983–1984-es BEK         |
| 2.  | Werder Bremen     | 34 | 23 | 6  | 5  | 76–38   | +38 | 52 | 1983–1984-es UEFA-kupa   |
| 3.  | Stuttgart         | 34 | 20 | 8  | 6  | 80–47   | +33 | 48 | 1983–1984-es UEFA-kupa   |
| 4.  | Bayern München    | 34 | 17 | 10 | 7  | 74–33   | +41 | 44 | 1983–1984-es UEFA-kupa   |
| 5.  | Köln (KGY)        | 34 | 17 | 9  | 8  | 69–42   | +27 | 43 | 1983–1984-es KEK         |
| 6.  | Kaiserslautern    | 34 | 14 | 13 | 7  | 57–44   | +13 | 41 | 1983–1984-es UEFA-kupa   |
| 7.  | Borussia Dortmund | 34 | 16 | 7  | 11 | 78–62   | +16 | 39 |                          |
| 8.  | Bielefeld         | 34 | 12 | 7  | 15 | 46–71   | −25 | 31 |                          |
| 9.  | Düsseldorf        | 34 | 11 | 8  | 15 | 63–75   | −12 | 30 |                          |
| 10. | Frankfurt         | 34 | 12 | 5  | 17 | 48–57   | −9  | 29 |                          |
| 11. | Leverkusen        | 34 | 10 | 9  | 15 | 43–66   | −23 | 29 |                          |
| 12. | Mönchengladbach   | 34 | 12 | 4  | 18 | 64–63   | +1  | 28 |                          |
| 13. | Bochum            | 34 | 8  | 12 | 14 | 43–49   | −6  | 28 |                          |
| 14. | Nürnberg          | 34 | 11 | 6  | 17 | 44–70   | −26 | 28 |                          |
| 15. | Braunschweig      | 34 | 8  | 11 | 15 | 42–65   | −23 | 27 |                          |
| 16. | Schalke 04 (K)    | 34 | 8  | 6  | 20 | 48–68   | −20 | 22 | Osztályozó               |
| 17. | Karlsruhe (K)     | 34 | 7  | 7  | 20 | 39–86   | −47 | 21 | kiesés a Bundesliga 2-be |
| 18. | Hertha BSC (K)    | 34 | 5  | 10 | 19 | 43–67   | −24 | 20 | kiesés a Bundesliga 2-be |

Forrás: www.dfb.de 
A rangsorolás alapszabályai: 1. összpontszám, 2. egymás elleni eredmények összpontszáma, 3. gólkülönbség, 4. szerzett gólok száma.
1Az 1. FC Köln kvalifikálta magát a kupagyőztesek Európa-kupájára, miután megnyerte a német kupát. Ezért az 1. FC Kaiserslautern indult az UEFA-kupában.
(B): Bajnokcsapat, (K): Kieső csapat, (F): Feljutó csapat, (I): Kupainduló, (R): A rájátszás győztese, (KGY): Kupagyőztes

## Osztályozó
| 1983. június 15. |

| Bayer Uerdingen           | 3–1               | FC Schalke 04 |
| ------------------------- | ----------------- | ------------- |
| Feilzer 7' 39' Herget 44' | (3–0) Jegyzőkönyv | Drexler 77'   |

| Grotenburg-Stadion, Krefeld Nézőszám: 26 000 Játékvezető: Aron Schmidhuber |

| 1982. június 19. |

| FC Schalke 04 | 1–1               | Bayer Uerdingen |
| ------------- | ----------------- | --------------- |
| Drexler 63'   | (1–1) Jegyzőkönyv | Schuhmacher 83' |

| Parkstadion, Gelsenkirchen Nézőszám: 60 000 Játékvezető: Manfred Neuner |

## Góllövőlista
| Helyezés | Játékos               | Klub                | Gól |
| -------- | --------------------- | ------------------- | --- |
| 1        | Rudi Völler           | SV Werder Bremen    | 23  |
| 2        | Karl Allgöwer         | VfB Stuttgart       | 21  |
| 2        | Atli Eðvaldsson       | Fortuna Düsseldorf  | 21  |
| 4        | Karl-Heinz Rummenigge | FC Bayern München   | 20  |
| 5        | Horst Hrubesch        | Hamburger SV        | 18  |
| 6        | Manfred Burgsmüller   | Borussia Dortmund   | 17  |
| 6        | Dieter Hoeneß         | FC Bayern München   | 17  |
| 8        | Rüdiger Abramczik     | Borussia Dortmund   | 16  |
| 8        | Pierre Littbarski     | 1. FC Köln          | 16  |
| 10       | Csha Bomgun           | Eintracht Frankfurt | 15  |